# Fabrica de ciocolată a lui Charlie
Fabrica de ciocolată a lui Charlie, sau Charlie și fabrica de ciocolată (în engleză Charlie and the Chocolate Factory), este un roman pentru copii scris de Roald Dahl.
Charlie Bucket, personajul principal, era un băiețel sărac din Anglia care locuia împreună cu familia lui formată din bunicuțul Joe, bunicuța Josephine, bunicuțul George, bunicuța Georgina și domnul și doamna Bucket (părinții lui Charlie).
Charlie iubea mult ciocolata. Casa în care locuia el era amplasată lângă cea mai mare fabrică de ciocolată din lume, a carui patron era domnul Willy Wonka. Domnul Wonka a închis fabrica pentru o vreme, dar a redeschis-o. Nimeni nu intra sau ieșea din aceasta. Dar, într-o zi, un articol dintr-un ziar spunea că domnul Wonka va prezenta fabrica unor copii. De aceea a pus în cinci ambalaje de ciocolată niște bilete aurii.
Primul bilet a fost găsit de Augustus Gloop, un băiat gras. Al doilea bilet a fost găsit de Veruca Salt, o fetiță răsfățată care se trăgea dintr-o familie bogată. Tatăl Verucăi era patronul unei companii care producea alune. El a cumpărat mii de batoane de ciocolată și le-a spus angajatelor să desfacă ambalaje.
Charlie și bunicuțul Joe au încercat de două ori să câștige un bilet, dar nu au reușit.
Între timp s-au mai găsit două bilete. Violet Beauregarde, deținătoarea unui bilet, era o dependentă de gumă de mestecat. Al patrulea bilet a fost găsit de Mike Teavee, un băiețel dependent de televizor.
Într-o zi, Charlie a găsit un dolar pe trotuar. După aceea, s-a dus la un magazin să-și cumpere un baton de ciocolată. În ambalajul celui de-al doilea baton era un Bilet de Aur. A doua zi, Charlie și ceilalți câștigători au fost întâmpinați de domnul Wonka în fața fabricii. Apoi au intrat în fabrică. Prima dată au vizitat camera în care era râul de ciocolată. Acolo erau omuleții Oompa-Loompa. Ei erau muncitori în fabrică. Wonka le-a spus copiilor să nu bea din râu. Dar Augustus nu l-a băgat în seamă și a băut. A căzut, a fost transformat într-o bucată imensă de ciocolată și a fost tras prin niște țevi.
Turul a continuat. O arcă din acadele i-a dus de-a lungul râului pe turiști. Au intrat în Camera Invențiilor. Acolo era un aparat care făcea gumă. Violet Beauregarde a mestecat o gumă și s-a umflat, făcându-se albastră.
Apoi au mers într-o cameră unde niște veverițe separau alunele bune de cele rele. Vizitatorii nu aveau voie să intre în acea cameră. Însa Veruca a intrat și a fost aruncată de rozătoare în groapa de gunoi.
Domnul Wonka i-a condus pe restul vizitatorilor într-un lift de sticlă. Au mers în „Camera cu televizorul”. Acolo erau mulți Oompa-Loompa care lucrau la un aparat foto uriaș. Într-un alt colț al camerei, un alt Oompa-Loompa se uita la televizor. Domnul Wonka le explica turiștilor că tot ce era fotografiat era trimis în televizor. Mike a încercat experiența, dar când a fost scos din televizor avea doar 3 centimetri. Trebuia să fie alungit.
A mai rămas doar Charlie și bunicul Joe, însoțitorul lui. Domnul Wonka a apăsat pe butonul „Sus și afară”. Liftul a ieșit din fabrică și de sus se puteau vedea copiii neascultători. Augustus era acum slab, Violet era stoarsă, dar tot albastră, Veruca era plină de gunoi, iar Mike era lung de 3 metri și subțire cât o ață.
Apoi, domnul Willy i-a explicat lui Charlie că vizita nu era una normală. Era de fapt o competiție. Cel mai cuminte copil va primi în stăpânire fabrica, iar Charlie câștigă acest concurs. Apoi au intrat prin acoperiș în casa familiei Bucket. I-au urcat în ascensor pe membri familiei și au pornit spre fabrică.

## Ecranizări
- Charlie și fabrica de ciocolată (film din 2005), regia Tim Burton, cu Johnny Depp ca Willy Wonka și Freddie Highmore ca Charlie Bucket
- Willy Wonka și fabrica de ciocolată (film din 1971), regia Mel Stuart, cu Gene Wilder ca Willy Wonka